# Vol Sabena 503
 (août 2021).
Si vous disposez d'ouvrages ou d'articles de référence ou si vous connaissez des sites web de qualité traitant du thème abordé ici, merci de compléter l'article en donnant les références utiles à sa vérifiabilité et en les liant à la section « Notes et références ».
Le vol Sabena 503 du 13 février 1955 était un vol effectué par un Douglas DC-6 immatriculé OO-SDB de la compagnie belge Sabena, effectuant une liaison entre Bruxelles et Léopoldville (aujourd'hui Kinshasa). 
L'avion s'est écrasé sur le Mont Terminillo, près de Rieti, en Italie. Les 29 personnes à bord ont toutes été tuées.